# Lola Josa
Lola Josa es la actual catedrática de los Siglos de Oro de la Universidad de Barcelona. Filóloga y escritora española, es especialista en la mística de San Juan de la Cruz, el teatro clásico y la relación entre el lenguaje poético y el musical de los siglos XVI y XVII. Autora de La medida del mundo. Palabra y principio femeninos (Athenaica, 2022, 2ª ed.),  en cuyas páginas se adentra en el origen bíblico de lo femenino mediante una exégesis que busca la experiencia prefilosófica, poética y fundadora, y del libro Teresa de Jesús y Juan de la Cruz. Sin máscaras y descalzos (CNTC, 2025), donde recrea a dos de las mentes más liberadas y liberadoras de la tradición espiritual y literaria de Europa.  

## Trayectoria académica
Doctora en Filología Hispánica, es catedrática en la Facultad de Filología y Comunicación de la Universidad de Barcelona. Su investigación sobre las fuentes hebreas en la mística de San Juan de la Cruz es su principal línea de trabajo, cuyos primeros resultados ha recogido en San Juan de la Cruz, «Cántico espiritual». Nueva edición a la luz de la mística hebrea (Lumen, 2023, 2ª ed.). En cuanto a sus investigaciones interdisciplinares, ha fijado, junto a Mariano Lambea (CSIC), una metodología interdisciplinaria para el estudio y la edición del repertorio lírico de los Siglos de Oro que le ha permitido ser la responsable de la edición crítica y del estudio interdisciplinario del Libro de Tonos Humanos (6 vols.), del Cancionero Poético-Musical Hispánico de Lisboa (3 vols.), del Manojuelo Poético-Musical de Nueva York, y de Todo es amor. Cancionero Poético-Musical de Barcelona, así como crear y dirigir la base de datos Digital Música Poética, dedicada a analizar todas las canciones y bailes del Teatro Clásico peninsular, y coordinar el Grupo de Investigación consolidado «Aula Música Poética» de la Generalitat de Catalunya. También es autora de numerosos trabajos sobre poesía, música y teatro publicados en revistas y obras misceláneas, y, asimismo, es la responsable de la edición de otros cancioneros inéditos en los que trabaja actualmente. Ha dirigido ocho proyectos de investigación y ha expuesto su metodología en diversos congresos y jornadas nacionales e internacionales. Es secretaria científica de la colección bibliográfica del Consejo Superior de Investigaciones Científicas (CSIC) «Cancioneros Musicales de Poetas del Siglo de Oro» y de Música Poética, y de la colección discográfica de música antigua del CSIC, que ha sido galardonada con diferentes premios y reconocimientos internacionales. A su vez, es la directora del portal temático «Literatura y Música» de la Biblioteca Virtual Miguel de Cervantes.
En el ámbito social, Lola Josa ha sido la promotora de un proyecto que ideó e impulsó en el año 2008, llamado 'Proyecto Studia'. Se trata de una iniciativa que ayuda a universitarios con enfermedades de larga duración a proseguir sus estudios y formación académica durante sus ingresos hospitalarios. Este proyecto ha merecido el apoyo y el convenio entre la Universidad de Barcelona, el Hospital Clínico y el Instituto Catalán de Oncología para ayudar a los alumnos de la Universidad de Barcelona. Sin embargo, acoge, asimismo, a estudiantes de otras universidades de Cataluña, del resto de España, Europa y América. Es codirectora del proyecto junto con la Dra. Gabriela Antelo y el Dr. Francesc Casas, oncólogos del Hospital Clínico de Barcelona.